# Eodorcadion maurum australe
Eodorcadion maurum australe es una subespecie de escarabajo longicornio del género Eodorcadion, categorizada en la tribu Dorcadionini, de la subfamilia Lamiinae. Fue descrita por Danilevsky en 2014.

## Descripción
Mide 13,6-21 mm de longitud.

## Distribución
Se distribuye por Mongolia.